# Kalampisauán
Kalampisauán (Kalampisauan Island) es una isla situada en Filipinas, adyacente a la de Busuanga, isla que forma parte del grupo de Calamianes.
Administrativamente forma parte del barrio de  Buluang (Bulwang) del municipio filipino de tercera categoría de Busuanga perteneciente a la provincia  de Paragua en Mimaro,  Región IV-B.

## Geografía
Isla Busuanga es  la más grande del Grupo Calamian situado a medio camino entre las islas de Mindoro (San José) y de Paragua (Puerto Princesa), con el Mar de la China Meridional a poniente y el mar de Joló a levante. Al sur de la isla están las otras dos islas principales del Grupo Calamian: Culión y  Corón.
Bañada por las aguas del mar de la China Meridional, tiene aproximadamente 1.200 metros de largo, en dirección este-oeste, y unos 230 metros de ancho.
Situada al oeste de Isla Calauit, dista escasos 370 m de la costa.  350 metros al norte se encuentra la isla  de Elet.
Forman parte del Barrio de Buluang las islas de Elet y Kalampisauán.